# Болохівська земля (УНР)
Болохівська земля — земля Української Народної Республіки. Адміністративно-територіальна одиниця найвищого рівня. Земський центр — місто Житомир. Заснована 6 березня 1918 року згідно з Законом УНР «Про адміністративно-територіальний поділ України», що був ухвалений Українською Центральною Радою. Скасована 29 квітня 1918 року гетьманом України Павлом Скоропадським, що повернув старий губернський поділ часів Російської імперії.

## Опис
До землі мали увійти:
- з Волинської губернії — Житомирський повіт, Новоград-Волинський повіт, частина Бердичівського повітів,
- з Подільської губернії — частини Літинського та Вінницького повітів.

Організація влади не була завершена.